# Wojciech Tkacz
Wojciech Maciej Tkacz (ur. 14 maja 1969 w Katowicach) – polski hokeista, olimpijczyk, działacz sportowy, nauczyciel, trener.

## Życiorys
Syn Andrzeja (bramkarz hokejowy) i Alicji Stanikowskiej. Absolwent VII Liceum Ogólnokształcącego w Katowicach (1988) i AWF im. Kukuczki w Katowicach, gdzie uzyskał tytuł zawodowy magistra (1995).
Od 1993 żonaty z Elżbietą Turczańską-Brodą (reprezentantka Polski w narciarstwie alpejskim na Zimowej Uniwersjadzie 1993 w Zakopanem). Ma dwie córki: Annę (ur. 1994) i Magdalenę (ur. 2002).

### Kariera zawodnicza
- GKS Katowice (1986-1991)
- Mora IK (1991-1992)
- Unia Oświęcim (1992-1993)
- Górnik 1920 Katowice (1993-1994)
- KKH Katowice (1994-1998)
- ESC Dorfen (1998-1999)
- GKS Tychy (1999-2000)
- GKS Katowice (2000-2003)

Wychowanek Baildonu Katowice w latach 1980-1982 i trenera Ryszarda Piechuty. Następnie od 1983 rozwijał karierę w GKS Katowice, w którego seniorskiej drużynie grał od sezonu 1986/1987.
W barwach reprezentacji Polski do lat 18 uczestniczył w turnieju mistrzostw Europy juniorów w 1987 (Grupa A). W barwach reprezentacji Polski do lat 20 uczestniczył w turnieju mistrzostw świata juniorów edycji 1989 (Grupa A), 1989 (Grupa B). W barwach seniorskiej reprezentacji Polski brał udział w turniejach mistrzostw świata edycji 1991 (Grupa B), 1992 (Grupa A), 1993, 1994, 1995, 1996, 1997 (Grupa B), 2000 (Grupa B), 2001 (Dywizja I), zimowych igrzysk olimpijskich 1992 oraz turnieju hokeja na lodzie podczas Zimowej Uniwersjady 1993. Łącznie zagrał 141 spotkań w barwach seniorskiej kadry Polski, w turniejach ZIO i MŚ rozegrał 66 meczów, w których zdobył 32 gole.

### Trener i działacz
Obejmował funkcję trenera młodzieży w Tychach. stanowisko dyrektora Miejskiego Ośrodka Sportu i Rekreacji w Mikołowie.
W kwietniu 2019 został ogłoszony dyrektorem sportowym GKS Katowice.

## Sukcesy
Reprezentacyjne
- Awans do MŚ do lat 20 Grupy A: 1989
- Awans do Grupy A mistrzostw świata: 1991

Klubowe
- Brązowy medal mistrzostw Polski: 1994, 1995, 1997, 1998 z Katowicami
- Srebrny medal mistrzostw Polski: 1993 z Unią Oświęcim; 2001, 2002, 2003 z Katowicami

Indywidualne
- Mistrzostwa Świata do lat 20 grupy B w 1989:
  - Drugie miejsce w klasyfikacji kanadyjskiej turnieju: 15 punktów
  - Skład gwiazd turnieju
- Mistrzostwa Świata w Hokeju na Lodzie 2000/Grupa B:
  - Szóste miejsce w klasyfikacji strzelców turnieju: 5 goli[3]
  - Piąte miejsce w klasyfikacji asystentów turnieju: 6 asyst[4]
  - Czwarte miejsce w klasyfikacji kanadyjskiej turnieju: 11 punktów[5]
  - Pierwsze miejsce w klasyfikacji +/- turnieju: +10[6]
- I liga polska w hokeju na lodzie (1990/1991):
  - Pierwsze miejsce w klasyfikacji strzelców w sezonie zasadniczym: 32 gole
  - Pierwsze miejsce w klasyfikacji kanadyjskiej w sezonie zasadniczym: 54 punkty
- Mistrzostwa Świata w Hokeju na Lodzie 2001/I Dywizja:
  - Czwarte miejsce w klasyfikacji +/- turnieju: +8[7]